# Лікія

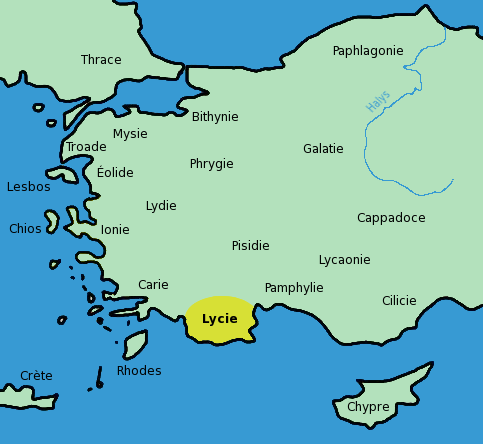
Розташування Лікії на мапі Анатолії

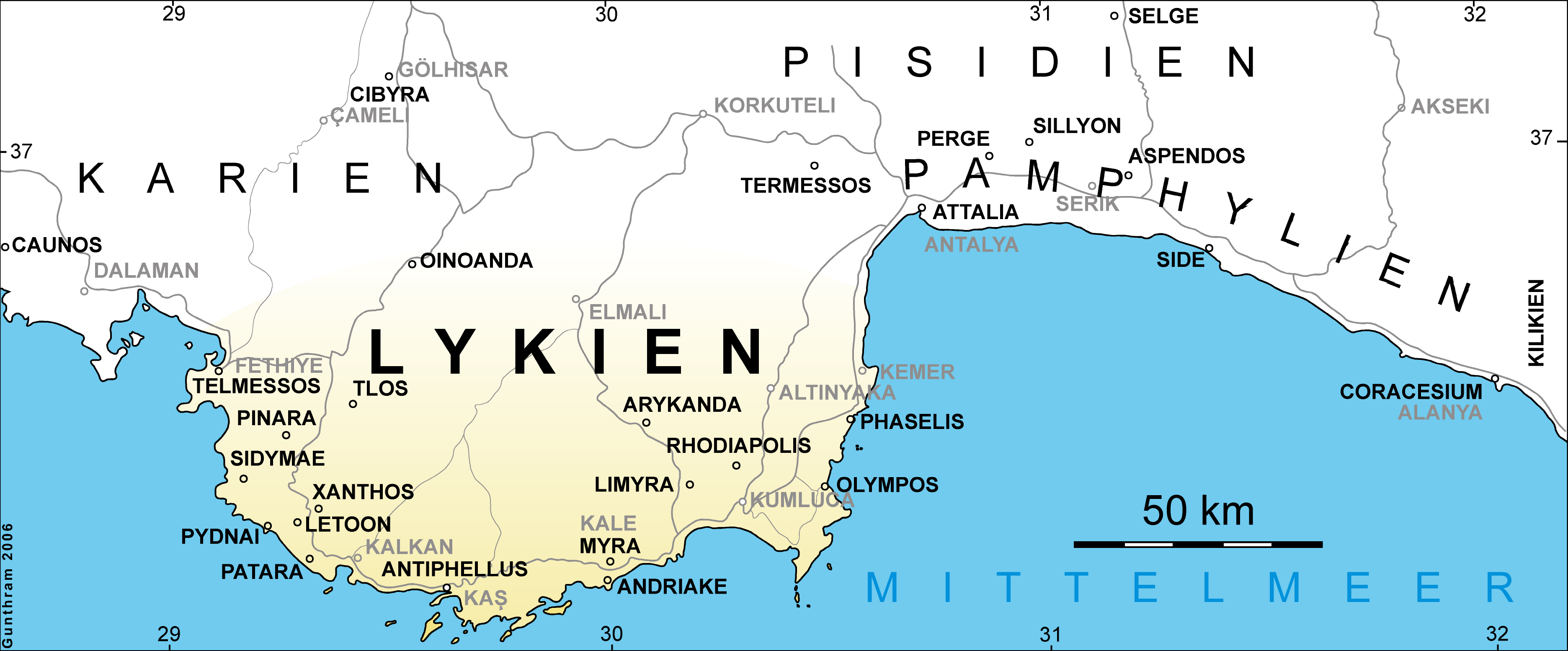
Лікія античних часів

36°44′00″ пн. ш. 29°54′00″ сх. д. / 36.733333333333° пн. ш. 29.9° сх. д.
Лі́кія (дав.-гр. Λυκία, лат. Lycia, лік. Trm̃mis) — історичний регіон, держава на південному заході Анатолії (Малої Азії), провінція Римської імперії. Назва походить від імені народу лікійців — нащадків лувійців, що населяли басейн річки Ксант і прилеглі території на узбережжі Середземного моря. Лікійці розмовляли однією з хетто-лувійських мов і користувалися власною абеткою, створеною у V–IV століттях до н. е.
Перші держави на території Лікії — Міра і Кувалія — відомі за хеттських часів — були населені племенами солімів і термілів. Згадані у хеттських документах і лікійці (Лукка), але тоді вони населяли землі на захід від сучасної Лікії. Вже в ті часи існували тісні стосунки лікійців із греками, їхній цар Іобат був родичем коринфських володарів, у Лікії, згідно з міфами, здобував свої перемоги давньогрецький герой Беллерофонт, а ще раніше лікійці («циклопи») допомагали у будівництві тиринфському царю Пройту і мікенському володарю Персею. У Троянській війні більшість лікійців на чолі із царями Главком і Сарпедоном воювали на боці троянців.
За доби архаїчної Греції в Лікії існувало кілька десятків міст-держав, об'єднаних у конфедерацію на зразок амфіктіонії. Найшанованішим богом лікійців був аналог грецького Аполлона, згодом саме аполлонова ліра карбувалася на місцевих монетах.
Країну намагався приєднати до своїх володінь лідійський цар Крез, але марно. До перських володінь Лікію приєднав у 546 до н.е. Гарпаг, проте лікійці зберегли самоврядування. У 468 до н.е. Лікія отримала незалежність і увійшла до Делоського союзу, але згодом повернулася під владу персів — на чолі з власними володарями. Відомо, зокрема, що у IV ст. до н. е. східна частина країни перебувала під владою царя на ім'я Перикл.

## Римський період
Александр Великий приєднав Лікію до своїх володінь майже без спротиву. У 295 до н.е. країна потрапила під контроль птолемеєвського Єгипту. Формально, однак, вона залишалася самоврядною територією під назвою Лікійського союзу на чолі з лікіархом. У 197 до н. е. Лікію відвоював Антіох III, у 189 до н.е. — римляни, які віддали країну під владою традиційного ворга лікійців — Родосу. Місцеве населення, як могло, чинило спротив, зокрема і з зброєю в руках. Врешті решт у 169 до н.е. римляни визнали незалежність Лікійського союзу.
За часів незалежності Лікія пережила добу піднесення. Історики нараховують у ці часи до 70 лікійських міст, що переживали справжній розквіт. У першій половині I ст. до н.е. тут утворилося самостійне царство Зенікета.
В 42 до н.е. країна була нещадно пограбована Брутом, що збирав кошти на війну з Антонієм і Октавіаном. В 43 імператор Клавдій спробував перетворити Лікію в римську провинцію, об'єднавши із сусідньою Памфілією, але Нерон повернув країні самостійність. В часи перших римських імператорів в лікійському місті Родіаполь мешкав визначний лікар Геракліт.
Після смерті Нерона Лікія назавжди втратила незалежність. У ці часи країною розповсюджується християнство. Особливої слави Лікія здобула завдяки єпископу міста Міри — Миколая, який, народився в лікійському місті Патара. За часів Феодосія I Лікія знову стала окремою провінцією із столицею в Мірі.

## Міста Лікії
- Міра (Демре)
- Олімпос
- Ідріос (Кемер)
- Фазеліс
- Телмес (Фетхіє)
- Ксант
- Сімена
- Аріканда
- Ліміра
- Летоон
- Патара